# پورین
پورین به ترکیب شیمیایی گفته می‌شود که حاصل ترکیب یک حلقه پیریمیدین با یک حلقه ایمیدازول است. پورین‌ها (با احتساب توتومرهای‌شان) فراوان‌ترین ترکیب‌های هتروسیکلیک نیتروژنی در طبیعت هستند.
پورین‌ها به همراه پیریمیدین‌ها سازنده بازهای آلی هستند که در ساختار دی‌ان‌ای به صورت نوکلئوتید شرکت دارند.

## انواع سرشناس
پورین‌ها در طبیعت به فراوانی یافت می‌شوند. نیمی از بازهای آلی موجود در اسیدهای نوکلئیک پورین هستند که شامل آدنین و گوانین می‌شود. این بازها در ساختار دی‌ان‌ای از طریق پیوندهای هیدروژنی به پیریمیدین متناظر خود متصل می‌شوند.